# تاتسویا موراو
تاتسویا موراو (انگلیسی: Tatsuya Murao؛ زادهٔ ۲۶ مارس ۱۹۸۸) بازیکن فوتبال اهل ژاپن است.